# ナヒヤーン家
ナヒヤーン家（ナヒヤーンけ、أل نهيان, Āl Nuhayyān / Nahyān）は、アラブ首長国連邦最大の国、アブダビ首長国の首長家。ヌハイヤーン、ナハヤーン（ナハヤン）、ナヒヤンともいう。

紋章

アラビア半島南部の多くのベドウィンが含まれる大部族バニー＝ヤースを構成する部族のひとつ、ブー＝ファラフに属する。
18世紀にペルシア湾岸の休戦海岸（現在のアラブ首長国連邦）に移住し、同世紀の後半までにアブダビで覇権を確立してアブダビのアミール（首長）となり、アブダビ首長国を興した。初代首長イーサーから息子で第2代のディヤーブ、孫で第3代のシャフブートの時代には、ドバイなど周辺の首長国と抗争したり、ペルシア湾を行き交う西欧諸国の艦船に対する攻撃を行ったりしつつ勢力を拡大した。この海域に進出し湾岸首長国の「海賊行為」に頭を痛めていたイギリスは1820年にペルシア湾に大艦隊を送り込み、シャフブートの息子である第4代首長ムハンマドはイギリスおよび周辺諸国と海賊行為の停止を定めた条約を結んだ。
イギリスの影響力は次第に強まり、19世紀後半にはその保護国となる。しかし同じ時期、ムハンマドの甥である第8代首長ザーイドの長期に渡る治世のもとでアブダビは急速に勢力を拡大し、ドバイを治める同部族のマクトゥーム家やシャールジャ、ラアス・アル＝ハイマを治めるワースィム部族を抑えて休戦海岸地方の最強国に発展した。このため、ザーイド首長はザーイド大帝と称される。しかし、1909年にザーイド大帝が没すると息子の世代に兄弟間での首長位を巡る抗争が勃発し、ナヒヤーン家は内紛によって分裂した。
1928年、ザーイド大帝の孫シャフブートが即位すると、ナヒヤーン家の混乱はようやく落ち着いた。さらにシャフブートの治世にはアブダビ国内で莫大な埋蔵量を誇る油田が発見され、アブダビは他の休戦海岸諸国を経済的に圧倒するに至って、アブダビ首長ナヒヤーン家はその盟主と目されるようになった。
1966年には石油収入の使途をめぐるナヒヤーン家内の対立からシャフブートが追われ、弟のザーイドが即位する。ザーイドは莫大な収益を国家の近代化に投じるとともに、折から石油で豊かになった休戦海岸諸国がイギリス保護国から脱しようとする動きで首長間の盟主となり、1971年の独立とアラブ首長国連邦の発足を主導して連邦大統領に就任する。
ザーイドの首長世子ハリーファも連邦の要職を歴任し、首長国中の最大国としてアブダビのナヒヤーン家の重みは増した。ザーイド大統領は30年以上にわたって連邦大統領職を務めるとともに、ナヒヤーン家による大統領職の世襲は既定路線となり、2004年にザーイド大統領が没するとすぐにハリーファが後継大統領に選出され、そのハリーファが2022年5月13日に没すると首長世子のムハンマドが翌14日に後継大統領に選出された。